# Pedicure
En pedicure er en kosmetisk behandling af fødder og tånegle, analog med en manicure. Pedicure udføres til kosmetiske, terapeutiske formål. De er populære over hele verden, især blandt kvinder.
Pedicure inkluderer ikke kun pleje for tåneglene; døde hudceller gnides af fodsålerne ved hjælp af en grov sten (ofte en pimpsten). Hudpleje ydes ofte op til knæet, inklusive eksfoliering, fugtgivende middel og massage.